# Прапор Буряків
Прапор Буряків затверджений рішенням Буряківської сільської ради Бердичівського району Житомирської області.

## Опис прапора
Квадратне зелене полотнище, з верхніх кутів до середини нижнього краю йде жовтий клин, на якому червоні буряки з зеленим листям, два і один. Обабіч унизу на зелених трикутних полях — по білому розширеному хресту.